# Capitán (canción)
Capitán es una canción interpretada por el quinteto musical mexicano de dance y rap Caló, incluida originalmente en su álbum debut de estudio titulado Lengua de hoy (1990). Esta canción fue lanzada por la discográfica Polydor como el sencillo debut de la banda.

## Otros datos
Esta canción es considerada un clásico en la música pop y rap mexicana y latinoamericana de igual forma junto con otros éxitos noventeros de la época.Además el sitio VH1 Latinoamérica la situó en la posición #76 dentro de la lista de las 100 más grandiosas canciones de los años 90s (lista publicada del año 2009).
En 2023 la canción también formó parte la gira musical 90's Pop Tour junto con otros de sus más grandes éxitos musicales, compartiendo escenario con otras bandas más como OV7, Magneto, Kabah y otros artistas musicales.

## Video musical
Fue grabado y lanzado en 1990. Se muestra a los integrantes y a sus bailarines estando en un barco y de fondo con el mar y además hacen y bailan coreografías improvisadas como en la mayoría de sus videos.